# Gabriac (Aveyron)
Gabriac település Franciaországban, Aveyron megyében. Lakosainak száma 558 fő (2022. január 1.). Gabriac Bertholène, Bozouls, Palmas-d'Aveyron, Espalion és Lassouts községekkel határos.

## Népesség
A település népessége az elmúlt években az alábbi módon változott:
| Lakosok száma | 518  | 416  | 403  | 432  | 501  | 500  | 504  | 534  | 549  | 558  |
|               | 1968 | 1982 | 1990 | 2006 | 2013 | 2015 | 2017 | 2019 | 2020 | 2022 |